# Chapaize
Chapaize és un municipi francès, situat al departament de Saona i Loira i a la regió de Borgonya - Franc Comtat. L'any 2007 tenia 148 habitants.

## Demografia

### Població
El 2007 la població de fet de Chapaize era de 148 persones. Hi havia 73 famílies, de les quals 32 eren unipersonals (14 homes vivint sols i 18 dones vivint soles), 27 parelles sense fills i 14 parelles amb fills.
La població ha evolucionat segons el següent gràfic:
Habitants censats

### Habitatges
El 2007 hi havia 142 habitatges, 78 eren l'habitatge principal de la família, 42 eren segones residències i 22 estaven desocupats. 138 eren cases i 3 eren apartaments. Dels 78 habitatges principals, 66 estaven ocupats pels seus propietaris, 11 estaven llogats i ocupats pels llogaters i 1 estava cedit a títol gratuït; 5 tenien dues cambres, 14 en tenien tres, 20 en tenien quatre i 40 en tenien cinc o més. 62 habitatges disposaven pel capbaix d'una plaça de pàrquing. A 43 habitatges hi havia un automòbil i a 26 n'hi havia dos o més.

### Piràmide de població
La piràmide de població per edats i sexe el 2009 era:
| Homes | Edats   | Dones |
| ----- | ------- | ----- |
| 0     | 95 o +  | 0     |
| 0     | 90 a 94 | 0     |
| 4     | 85 a 89 | 4     |
| 0     | 80 a 84 | 0     |
| 4     | 75 a 79 | 12    |
| 4     | 70 a 74 | 12    |
| 4     | 65 a 69 | 4     |
| 4     | 60 a 64 | 0     |
| 0     | 55 a 59 | 0     |
| 12    | 50 a 54 | 8     |
| 4     | 45 a 49 | 4     |
| 4     | 40 a 44 | 0     |
| 12    | 35 a 39 | 12    |
| 0     | 30 a 34 | 0     |
| 4     | 25 a 29 | 4     |
| 0     | 20 a 24 | 0     |
| 0     | 15 a 19 | 4     |
| 12    | 10 a 14 | 12    |
| 4     | 5 a 9   | 8     |
| 0     | 0 a 4   | 0     |

## Economia
El 2007 la població en edat de treballar era de 85 persones, 68 eren actives i 17 eren inactives. De les 68 persones actives 64 estaven ocupades (31 homes i 33 dones) i 4 estaven aturades (2 homes i 2 dones). De les 17 persones inactives 12 estaven jubilades, 3 estaven estudiant i 2 estaven classificades com a «altres inactius».

### Ingressos
El 2009 a Chapaize hi havia 65 unitats fiscals que integraven 125 persones, la mediana anual d'ingressos fiscals per persona era de 19.455 €.

### Activitats econòmiques
Dels 6 establiments que hi havia el 2007, 1 era d'una empresa alimentària, 1 d'una empresa de fabricació d'altres productes industrials, 2 d'empreses de construcció, 1 d'una empresa d'hostatgeria i restauració i 1 d'una empresa classificada com a «altres activitats de serveis».
L'únic servei als particulars que hi havia el 2009 era un restaurant.
L'únic establiment comercial que hi havia el 2009 era una fleca.
L'any 2000 a Chapaize hi havia 14 explotacions agrícoles que ocupaven un total de 880 hectàrees.

## Equipaments sanitaris i escolars
El 2009 hi havia una escola elemental integrada dins d'un grup escolar amb les comunes properes formant una escola dispersa.

## Poblacions més properes
El següent diagrama mostra les poblacions més properes.